# Татхал-Онгой
Татхал-Онгой (бур. Тадхал Онгой) — деревня в Нукутском районе Усть-Ордынского Бурятского округа Иркутской области. Входит в состав муниципального образования «Новонукутское».

## География
Территория населённого пункта с северо-востока прилегает к территории районного центра, посёлка Новонукутский, севернее реки Залари. 

## Внутреннее деление
Состоит из 12 улиц:
- Авиаторов
- Прибрежный переулок
- Олимпийская
- Сибирская
- Цветочный переулок
- Зеленый переулок
- Иркутская
- Новый переулок
- Совхозная
- Спортивная
- Шолохова
- Кирова

## Происхождение названия
Название Онгой произошло от имени родоначальника булагатского рода онгой. В Иркутской области это довольно распростарнённый топоним. 

## Население
| 2002 | 2010 | 2011 | 2012 |
| ---- | ---- | ---- | ---- |
| 787  | ↘722 | ↘721 | ↗730 |